# ان‌جی‌سی ۶۲۶
ان‌جی‌سی ۶۲۶ (انگلیسی: NGC 626) یک کهکشان مارپیچی است که در صورت فلکی سنگتراش قرار دارد. این کهکشان توسط ستاره شناس بریتانیایی جان هرشل در سال ۱۸۳۴ میلادی کشف شد.